# サンビア族
サンビア族（サンビアぞく、英語：Sambia tribe）は、パプアニューギニアの一部族。アメリカの人類学者Gilbert Herdtにより研究が行われた。
サンビア族の特異な点は、男性が成長に伴い、3つの性的な段階を踏む必要があることである。少年期では青年男性に性的な奉仕を行い、青年期では少年から口唇性交を受ける。成人すると異性愛を行うようになる。

## 参照
- ｢7歳になると精液を体内に注入される｣ニューギニアのサンビア社会の少年が必ず受ける通過儀礼の意味 ｢男らしさ｣を獲得するために､男性同士で性行為を行う | PRESIDENT Online（プレジデントオンライン）